# Gossip (песня Måneskin)
«Gossip» (с англ. — «Сплетни») — песня итальянской рок-группы Måneskin и американского гитариста Тома Морелло. Была выпущена 13 января 2023 года в качестве четвёртого сингла с третьего студийного альбома Rush! (2023) Måneskin.

## Приём критиков
Песня была положительно воспринята музыкальными критиками, высоко оценившими инструментальную составляющую от Тома Морелло и ориентацию на звучание хард-рока. Уилл Ричардс из NME назвал звучание песни «рок-н-роллом с грубыми гитарами и драйвовым ритмом»; выразив аналогичное мнение, Эбби Джонс из Consequence написала, что звучание соответствует «запоминающемуся, танцевальному року» группы, назвав «выразительным» гитарное соло Морелло.
В плане лирики песни было отмечено, что «Gossip» представляет собой «критику пустоты американского хорошего мира из сплетен» и особенно города Лос-Анджелес, который, по мнению критиков из Rolling Stone Italia, и описывается в тексте песни как «город лжи», где «всё имеет свою цену». Марио Манка из Vanity Fair Italia объяснил, что группа выступает против «сплетен и их ловушек», поскольку они «разрушают жизни известных людей, выдумывая новости и разжигая подозрения и страх».

## Музыкальное видео
Музыкальный клип на песню, снятый режиссёром Томмазо Оттомано, был выпущен 13 января 2023 года, в тот же день, когда был выпущен сингл.

## Чарты
| Чарт (2023)                                  | Высшая позиция |
| -------------------------------------------- | -------------- |
| Австрия (Ö3 Austria Top 40)                  | 62             |
| Хорватия (HRT)                               | 13             |
| Чехия (Rádio — Top 100)                      | 54             |
| Чехия (Singles Digitál Top 100)              | 38             |
| Global Excl. U.S. (Billboard)                | 161            |
| Greece International (IFPI)                  | 36             |
| Венгрия (Single Top 40)                      | 11             |
| Венгрия (Stream Top 40)                      | 33             |
| Италия (FIMI)                                | 24             |
| Japan Hot Overseas (Billboard Japan)         | 1              |
| Литва (AGATA)                                | 6              |
| Нидерланды (Single Top 100)                  | 86             |
| New Zealand Hot Singles (RMNZ)               | 39             |
| Польша (Polish Airplay Top 100)              | 1              |
| Польша (Polish Streaming Top 100)            | 11             |
| Португалия (AFP)                             | 177            |
| Россия (TopHit)                              | 8              |
| Словакия (Rádio — Top 100)                   | 48             |
| Словакия (Singles Digitál Top 100)           | 33             |
| Швейцария (Schweizer Hitparade)              | 61             |
| Великобритания (OCC UK Singles Downloads)    | 96             |
| Великобритания (OCC)                         | 97             |
| США (Billboard Hot Rock & Alternative Songs) | 42             |

| Чарт (2023)     | Высшая позиция |
| --------------- | -------------- |
| Россия (Tophit) | 24             |

## Сертификации
| Регион                                                                      | Сертификация | Продажи |
| --------------------------------------------------------------------------- | ------------ | ------- |
| Италия (FIMI)                                                               | Золотой      | 50 000  |
| Данные о продажах + прослушиваниях приведены только на основе сертификации. |              |         |